# Łyżwiarstwo szybkie na Zimowych Igrzyskach Azjatyckich 2017
Łyżwiarstwo szybkie na Zimowych Igrzyskach Azjatyckich 2017 – zawody sportowe, które odbyły się w dniach 20–23 lutego w Obihiro. Były to ósme w historii ZIA. Zawody odbyły się na torze Obihiro Forest Speed Skating Oval.

## Tabela medalowa
| Lp. | Kraj             | Złoto | Srebro | Brąz | Razem |
| 1   | Japonia          | 7     | 9      | 7    | 23    |
| 2   | Korea Południowa | 6     | 3      | 3    | 12    |
| 3   | Chiny            | 1     | 1      | 3    | 5     |
| 4   | Kazachstan       | 0     | 1      | 1    | 2     |

## Medale
| Konkurencja  | Złoto                                                          | Srebro                                                       | Brąz                                                          |
| Mężczyźni    |                                                                |                                                              |                                                               |
| 500 metrów   | Gao Tingyu                                                     | Tsubasa Hasegawa                                             | Cha Min-kyu                                                   |
| 1000 metrów  | Takuro Oda                                                     | Dienis Kuzin                                                 | Shunsuke Nakamura                                             |
| 1500 metrów  | Kim Min-seok                                                   | Takuro Oda                                                   | Taro Kando                                                    |
| 5000 metrów  | Lee Seung-hoon                                                 | Ryōsuke Tsuchiya                                             | Seitaro Ichinohe                                              |
| 10000 metrów | Lee Seung-hoon                                                 | Ryōsuke Tsuchiya                                             | Seitaro Ichinohe                                              |
| Start masowy | Lee Seung-hoon                                                 | Shane Williamson                                             | Kim Min-seok                                                  |
| Sztafeta     | Korea Południowa Joo Hyong-jun · Kim Min-seok · Lee Seung-hoon | Japonia Shota Nakamura · Shane Williamson · Ryōsuke Tsuchiya | Kazachstan Dmitrij Babienko · Dienis Kuzin · Fiodor Mezenciew |
| Kobiety      |                                                                |                                                              |                                                               |
| 500 metrów   | Nao Kodaira                                                    | Lee Sang-hwa                                                 | Arisa Go                                                      |
| 1000 metrów  | Nao Kodaira                                                    | Miho Takagi                                                  | Zhang Hong                                                    |
| 1500 metrów  | Miho Takagi                                                    | Misaki Oshigiri                                              | Zhang Hong                                                    |
| 3000 metrów  | Miho Takagi                                                    | Kim Bo-reum                                                  | Ayano Satō                                                    |
| 5000 metrów  | Kim Bo-reum                                                    | Han Mei                                                      | Mai Kiyama                                                    |
| Start masowy | Miho Takagi                                                    | Ayano Satō                                                   | Kim Bo-reum                                                   |
| Sztafeta     | Japonia Misaki Oshigiri · Nana Takagi · Ayano Satō             | Korea Południowa Park Ji-woo · Noh Seon-yeong · Kim Bo-reum  | Chiny Zhao Xin · Liu Jing · Han Mei                           |